# Universidad de Dakota del Sur
La Universidad de Dakota del Sur (USD) es la universidad más antigua del estado, fue fundada en 1862 y las clases empezaron en 1882. El campus está situado situada en Vermillion, Dakota del Sur, junto a los acantilados cercanos al río Misuri, en la esquina sureste del estado. Tiene una extensión de 216 acres (0.87 km²) y alberga las únicas escuelas de Medicina y de Derecho de todo el estado de Dakota de Sur. También cuenta con un Museo Nacional de Música, en el que se conservan 15.000 instrumentos procedentes de América, Europa y otros continentes.
Es una de las seis universidades gobernadas por una Junta de Regentes y su presidente actual es Jim Abbott. La universidad está acreditada por la North Central Association of College and Schools desde 1913.
Entre los egresados de la universidad se encuentra Ernest Lawrence, Premio Nobel de Física en 1939.